# Erich Plesse
Erich Emil August Friedrich Plesse (* 13. Juli 1908 in Essen; † unbekannt, seit Januar 1945 verschollen, 1953 für tot erklärt und auf den 28. Januar 1945 festgesetzt) war ein deutscher Politiker (NSDAP). Er war von 1933 bis 1945 Bürgermeister der Stadt Lingen sowie Kreisleiter der NSDAP im Landkreis Lingen. Später arbeitete er in der NSDAP-Parteikanzlei in München.

## Leben
Erich Plesse war Sohn des Landeskulturinspektors Rudolf Plesse und seiner Ehefrau Karolina geb. Brünig. Die Schule besuchte er in Brilon, Ortelsburg und zuletzt Nienburg an der Weser. Seine Eltern waren 1925 aus beruflichen Gründen von Nienburg nach Lingen gezogen, er selber blieb aber bis zum vollendeten Abitur 1927 in Nienburg sesshaft. Im Sommersemester 1927 begann er ein Studium der Medizin in Münster, wechselte aber im Sommer 1929 zur Universität Rostock. Hier trat er zum 1. September 1929 der NSDAP bei (Mitgliedsnummer 150.350). Eine Vorprüfung zum Arzt bestand er im März 1931, hiernach wurde er exmatrikuliert und zog zu seinen Eltern nach Lingen. Ein ärztliches Praktikum kam nicht zustande, sodass er sich in Lingen vor allem der Parteiarbeit widmete.
Im Sommer 1931 löste er den Kaufmann und Weinhändler Bernhard Kramer als Ortsgruppenleiter der NSDAP-Lingen ab. Der Landkreis Lingen gehörte zunächst zum NSDAP-Bezirk 26, welcher von Josef Ständer aus dem Grafschafter Ort Gildehaus (Bad Bentheim) geführt wurde. Der Kreis Lingen wurde am 1. Juli 1932 als eigener Bezirk herausgelöst, eine Geschäftsstelle in der Gymnasialstraße 3 eingerichtet und Erich Plesse als Kreisleiter der NSDAP im Landkreis Lingen ernannt. Mit dem Lingener Bürgermeister Hermann Gilles von der Zentrumspartei führte er eine Fehde, welche in die Absetzung Gilles nach der Machtergreifung mündete. Zuvor hatte er eine Korruptionskampagne gegen Gilles gestartet, um ihn zu diskreditieren. Gilles war neben dem Bürgermeisteramt auch Polizeileiter und ließ die NSDAP in Lingen überwachen und bekämpfen, was den Zorn Plesses auf ihn zog. Nach der Machtergreifung ließ er durch den Regierungspräsidenten Bernhard Eggers die zentrumsnahen Schulräte Heinrich Meyer und Schwenne aus Lingen entfernen, wobei Gerhard Schwenne zugleich ein führender Zentrumspolitiker auf Provinzialebene war.
Dem in Lingen geborenen Rennfahrer und SS-Hauptsturmführer Bernd Rosemeyer bereitete er am 17. Juli 1937 einen großen Empfang auf dem Lingener Marktplatz. Nach dem Tod Rosemeyers verfügte er noch 1938 die Umbenennung der Lingener Bahnhofstraße in Bernd-Rosemeyer-Straße.
Ein Schwerpunkt der politischen Tätigkeit Plesse war die Bekämpfung des Einflusses der katholischen Kirche, wobei besonders die „Blockhüttenaffäre“ in Lingen um einen katholischen Jugendverband 1935 hohe Wellen schlug. Es gelang ihm, die Lehrerschaft des Kreises weitgehend dazu zu bringen, keinen Religionsunterricht zu erteilen. Viele Lehrer, vor allem aus den evangelischen Konfessionsschulen, traten unter Druck aus der Kirche aus.
Im April 1941 wurde Plesse von der Wehrmacht eingezogen, blieb jedoch bis 1944 von der Stadt Lingen besoldet. Zum 14. September 1944 wurde er aus der Wehrmacht entlassen, um in die Parteikanzlei nach München zu wechseln. Laut Angaben seiner Frau soll er seit Januar 1945 an der Ostfront bei Pommern vermisst sein. Darüber gab es in der Nachkriegszeit heftige Auseinandersetzungen mit der Stadt Lingen. Ein Zeuge, ein ehemaliger Kreisleiter und selbst in der Reichskanzlei beschäftigt gewesen (das war seinerzeit aber nicht bekannt), beschwor den Tod Plesses am 28. Januar 1945. Damit war die Stadt Lingen gegenüber Frau Plesse rentenpflichtig, weil der Wechsel zur Parteikanzlei, juristisch erst am 1. Februar 1945 wirksam wurde. Dann hätte seine Witwe keine Rente bekommen. Die Stadt Lingen weigerte sich jedoch lange, weil Plesse ohne jede juristisch vorgeschriebene Ausbildung allein aufgrund seiner Kreisleiterstellung hauptamtlicher Bürgermeister geworden war, und damit die Einstellungskriterien sämtlich nicht erfüllte.